# ブルックリン橋
ブルックリン橋（Brooklyn Bridge）は、アメリカ合衆国ニューヨーク市のイースト川をまたぎ、マンハッタンとブルックリンを結ぶ橋である。

## 概要
マンハッタン島南端付近から南東方向に向かって伸びており、マンハッタン橋と並ぶように位置している。イースト川の上に架かっており、ロウアー・マンハッタンのシヴィック・センターとブルックリンのダンボ／ブルックリン・ハイツを結んでいる。長さは1,834m、中央径間は486mである。2008年の日平均通行量は123,781台であった。
もともとの名称は“ニューヨーク＝ブルックリン橋”および“イースト・リバー橋”といったが、1915年に正式に現在の名前となった。アメリカで最も古い吊橋の一つであり、同時に鋼鉄のワイヤーを使った世界初の吊橋でもある。14年の歳月をかけて1883年に竣工・完成した。同年5月24日に開通し、開通初日には15万人もの人がこの橋を渡った。1903年に上流のウィリアムズバーグ橋ができるまで世界最長の吊橋であった。1964年にアメリカ合衆国国定歴史建造物に、1972年に土木工学歴史建造物に登録された。
この橋は2層に分かれており、現在でも上層は人や自転車が歩いて渡ることができる。下層は片側3車線の車道である。1944年までは高架鉄道が下層に、1950年までは路面電車も上層に通っていた。
ブルックリン橋はゴシック風のデザインともあいまってニューヨークの観光名所のひとつになっており、休日にはよく橋の上をランニングする人々を見ることができる。
なお、マンハッタンからイースト川下流にかかる3本の吊橋の順序は、下流（南）からBMW (Brooklyn, Manhattan, Williamsburg) と記憶するという方法がある。

## 歴史

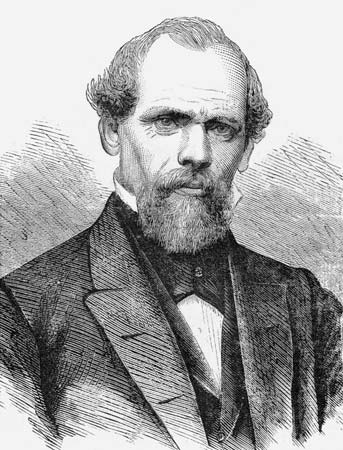
ジョン・オーグスタス・ローブリング

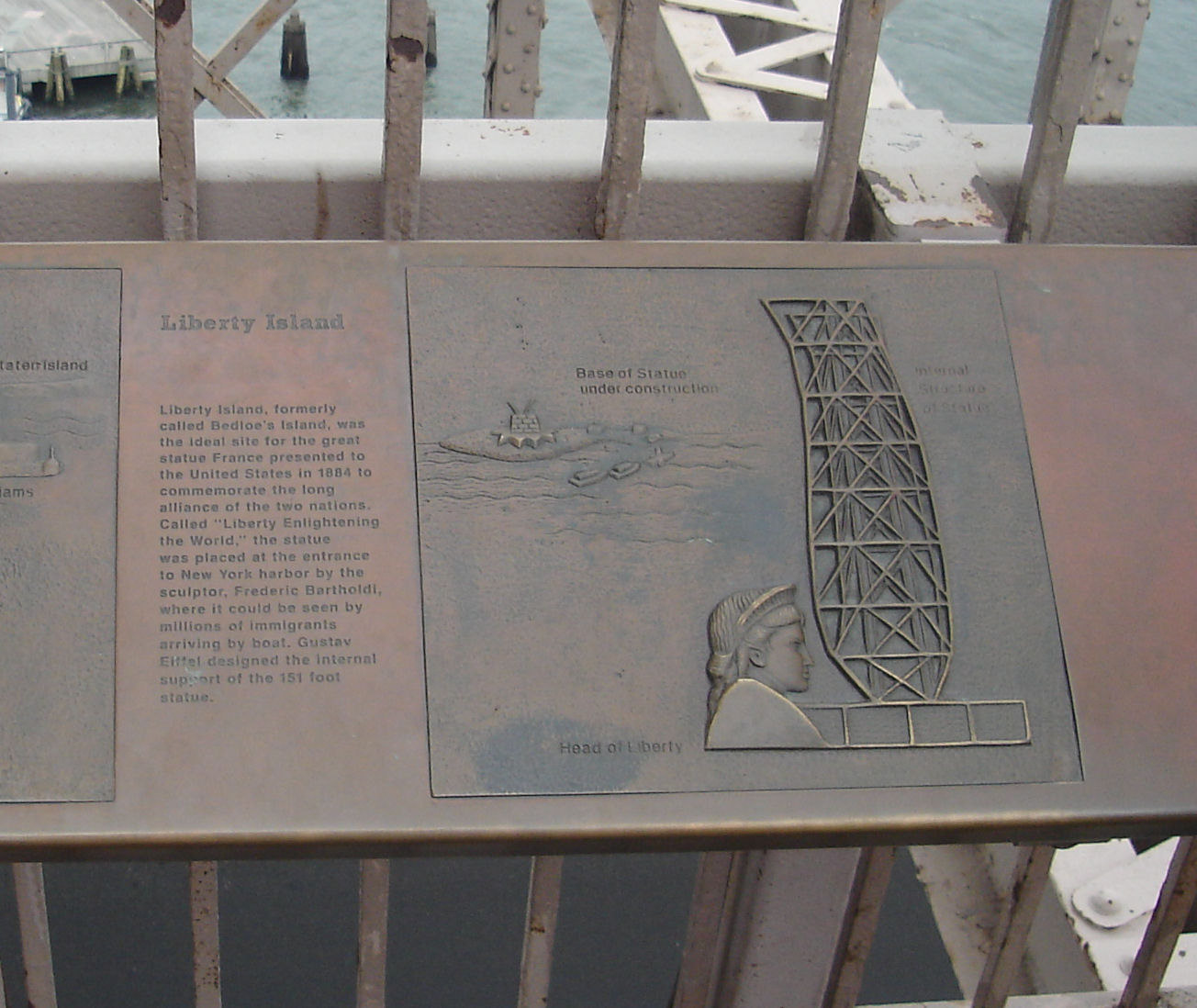
橋上の風景案内板 建設中の「自由の女神」

ブルックリン橋はベルリン王立高等理工科学校（現・ベルリン大学理工学部土木工学科）の橋梁工学を卒業したテューリンゲン州ミュルハウゼン出身のドイツ系移民のジョン・オーグスタス・ローブリング（John Augustus Roebling、1806〜1869年、ドイツ語発音ではヨーハン・アウグスト・レーブリング（Johann August Rӧbling））によって最初に設計されたが、彼は橋の建設開始をまたず、衝突事故による破傷風で死亡した。その後、南北戦争に従軍した息子のワシントン・ローブリング（1837〜1926年）が建設を引き継いだが、彼もまたケーソン病で下半身麻痺となり現場に立てなくなったため、同じドイツ系の妻のエミリー・ワーレン・ローブリング（1843〜1903年）が工学を勉強し、現場の監督者と彼との意思疎通をはかった。ワシントンは1903年に妻に先立たれてからも、自宅から望遠鏡で橋の建設を見守り、1926年に89歳で亡くなっている。
ローブリングは橋を設計する際に、当時必要と考えられていた強度よりも 6倍も頑丈に設計した。橋が建設された当時はまだ風洞実験が行われておらず、同時期に建てられた橋のほとんどが廃棄されたのに対して、この橋が今日まで生きながらえたのはこのようないくつかの幸運があったためだと指摘されている（多くの橋が廃棄されたのは、タコマナローズ橋が風で崩壊したことも理由となる）。
建設当時、ケーソン病はまだよく理解されておらず、建設に際しては多数のケーソン病による死者を出した。
なお、信濃上田藩第6代藩主・松平忠固の二男、松平忠厚が、マンハッタン高架鉄道会社に勤務していて、ブルックリン橋の一部の設計を担当した。
2017年から2年間、メキシコの麻薬王ホアキン・グスマンが留置所から裁判所まで往復する際にブルックリン橋が利用された。グスマンはメキシコ国内で2度、大掛かりな脱獄をした経緯があったことから護送車が通過する際には、身柄の奪取などが起きないように一般車両を通行止めにする措置が採られた。

## アクセス
マンハッタン側からは、ニューヨーク市地下鉄レキシントン・アベニュー線（4、5、6系統）のブルックリン・ブリッジ-シティ・ホール駅、またはブロードウェイ線（N、R、Q、W系統）のシティ・ホール駅下車。シティ・ホール・パークから橋はすぐに見える。
ブルックリン側から渡るなら地下鉄の8番街線（A、C系統）のハイ・ストリート-ブルックリン・ブリッジ駅下車。こちら側から渡るほうが圧倒的に景色がいいが、入り口がわかりにくいので注意。
なお、歩行者用の通路でも自転車が猛スピードで走っていくことが多い。特に見通しの悪い夜間に橋を渡るときは注意が必要である。

## その他

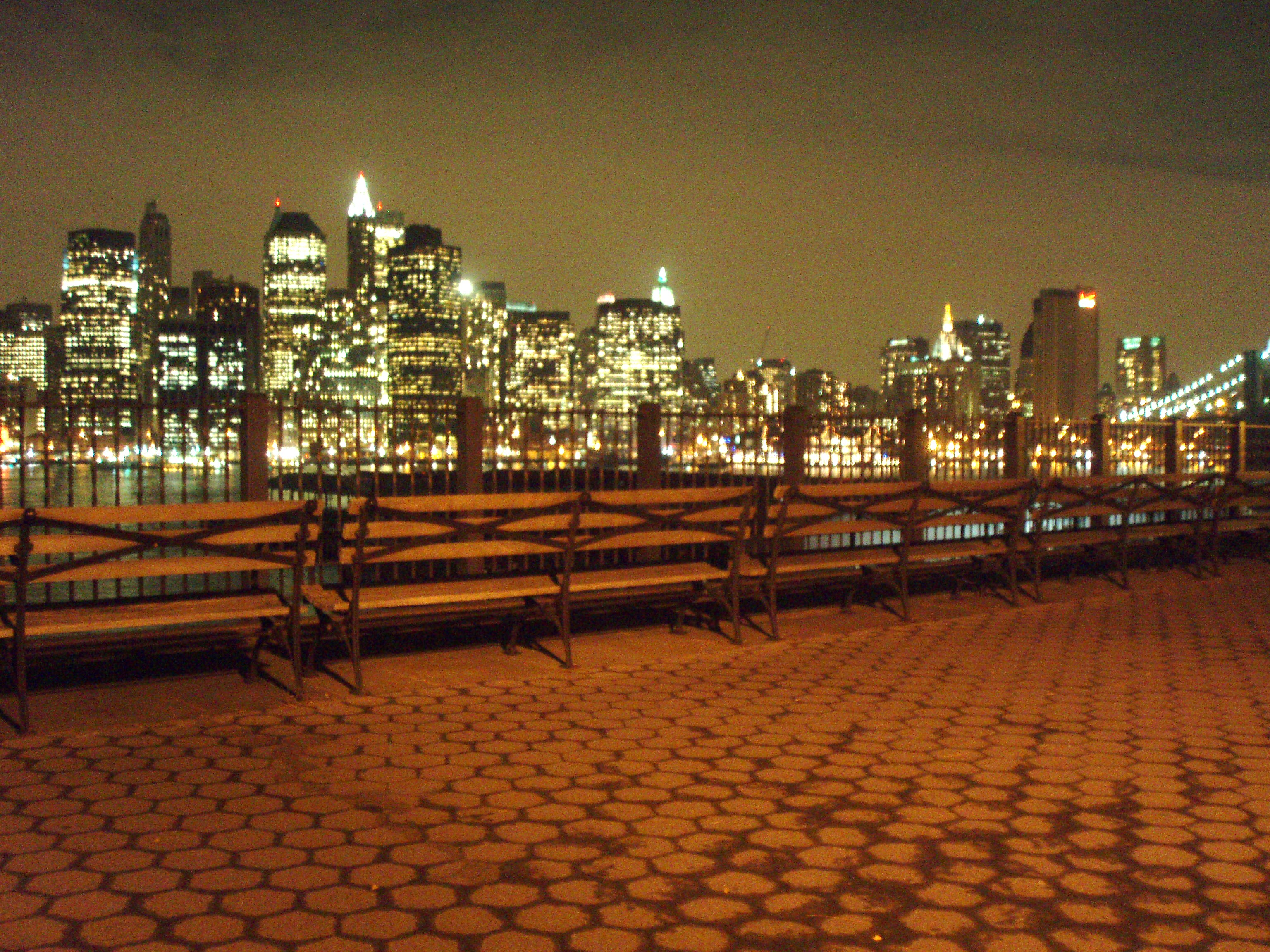
ブルックリン・ハイツ・プロムナード

- ブルックリン・ハイツ・プロムナード（英語版）
- ブルックリン・ブリッジ・パーク（英語版）

## ブルックリン橋の登場する作品
映画・特撮
- 裸の街 (1948年)
- 踊る大紐育（1949年）
- 橋からの眺め (1962年）
- ゴッドスペル（1973年）
- ミーン・ストリート（1973年)
- サタデー・ナイト・フィーバー（1977年）
- ウィズ（1978年）
- サンゲリア（1979年）
- ソフィーの選択（1982年）
- 黄昏のブルックリン・ブリッジ（1983年）
- ハドソン・ホーク（1990年）
- サウス・キャロライナ/愛と追憶の彼方（1991年）
- ナイト・オン・ザ・プラネット（1992年）
- ミスター・サタデー・ナイト（1992年）
- 最高の恋人（1993年）
- あなたに降る夢（1994年）
- 訣別の街（1996年）
- ディープ・インパクト（1998年）
- GODZILLA（1998年）
- ニューヨークの恋人（2001年）
- ファンタスティック・フォー ［超能力ユニット］（2005年）
- ステイ（2005年）
- アイアムレジェンド（2007年）
- クローバーフィールド（2008年）

アニメ・漫画
- レジェンズ 甦る竜王伝説
- RED GARDEN
- パラサイト・イヴ
- ペット
- ザ・ボーイズ - 原作版

その他多数作品あり。